# خانقاه كلاهي
خانقاه كلاهي هي قرية في مقاطعة كليبر، إيران. عدد سكان هذه القرية هو 37 في سنة 2006.